# کنگره اول حزب کمونیست ایران
کنگره اول حزب کمونیست ایران که کنگره موسسان حزب محسوب می‌شود، آخر خرداد ـ اوایل تیرماه ۱۲۹۹ در شهر انزلی، تشکیل حزب را رسما به جهانیان اعلام داشت. مقدمات تشکیل کنگره ابتدا توسط حزب عدالت فراهم شد.
در این کنگره حزب کمونیست ایران برنامه حزب را مبنی براخراج انگلیسها از ایران، واژگون کردن رژیم سلطنتی و فئودالی و مصادره و تقسیم بلاعوض املاک مالکان بزرگ، تصویب و کمیته مرکزی خود را انتخاب کرد.
اسناد کنگره اول حزب کمونیست ایران حاکی از آنست که ۵۱ نفر نماینده و ۹ نفرمهمان به کنگره اعزام شده بودند، که ۴۸ اعتبارنامه (نمایندگان با رای قطعی) به تصویب می‌رسد. ضمنا اسناد موجود صراحت دارد بر این که، ۲۷ نفر نماینده از ترکستان، داغستان، گرجستان، باکو و گنجه اعزام شده بودند (که شاید۳ نفربه عللی به کنگره نیامده، یا اعتبارنامه‌های آن‌ها به تصویب نرسیده باشد) و۲۴ نفرنماینده از شهرهای مختلف ایران در کنگره شرکت داشته‌اند، بشرح زیر: ۵ نفر از تبریز، ۴ نفر از خلخال، ۳ نفر از خوی و سلماس، ۳ نفر از اردبیل، ۲ نفر از رشت، ۲ نفر از مشهد، ۱ نفر از مرند، ۱ نفر از قزوین، ۱ نفر از آستارا، ۱ نفر از مازندران، ۱ نفر از تهران.
در تحلیل ترکیب این کنگره باید چند نکته مهم را به اختصار متذکر شد:
اولا- اکثریت قریب اتفاق آن نمایندگانی هم که از خارج ایران آمده بودند، از مجاهدین ایرانی اجتماعیون عامیون بودند.
ثانیا- اکثر نمایندگان چندین سال سابقه فعالیت سیاسی و انقلابی داشته و از طبقات کارگر و دهقان بیرون آمده بودند.
ثالثا- در میان استان‌های ایران، بطورعمده نواحی شمالی نماینده اعزام داشته بودند و بین آن‌ها نیز آذربایجان، که همیشه در صفوف مقدم جنبش انقلابی ایران قرارداشته، مقام اول را حائز بوده‌است.
رابعا- علت ضعف فعالیت حزبی در سایر نقاط ایران، از یکسو اشغال آن نواحی به‌وسیله امپریالیست‌های انگلیسی و ازسوی دیگرعدم توجه کافی از جانب رهبری حزب (درمدارک این دوره همیشه به نواحی شمالی توجه شده) بوده‌است.
پس از تدارک لازم، ۲۲ ژوئن (اول تیر) کامران آقازاده کنگره را افتتاح می‌کند. کنگره کامران آقازاده، جوادزاده، علیخان زاده، میربشیرقاسم زاده را به هیئت رئیسه برمی گزیند. کنگره در جلسه سوم خود ۲۴ ژوئن نظامنامه حزب را تصویب نمود و سپس کمیته مرکزی را مرکب از ۱۵ نفرانتخاب کرد.
به طوری که در کتاب «کمینترن و خاور» (صفحه ۱۰۵) آمده‌است: «هنوز قبل از کنگره» چپ‌ها بین گروه رهبری کمونیست‌های ایران تفوق داشتند. اگر از جزئیات صورتجلسه و دیگراسناد کنگره و مباحثاتی که پیرامون گرایش‌های «چپ» و راست در این کنگره شده‌است، بگذریم، یک نکته جای تردید باقی نمی‌گذارد و آن وجود بعضی اشتباهات «چپ» است، که در آن دوره (دوره تکوین و طفولیت این احزاب) برای خیلی از احزاب کمونیست روی می‌داد. برای کمک به این احزاب بود که لنین اثر مشهور خود کمونیسم چپ: بیماری کودکی را نوشت.
اسناد کنگره اول حزب کمونیست ایران حاکی از آنست که ۵۱ نفر نماینده و ۹ نفرمهمان به کنگره اعزام شده بودند، که ۴۸ اعتبارنامه)نمایندگان با رای قطعی(به تصویب می‌رسد. ضمنا اسناد موجود صراحت دارد بر این که، ۲۷ نفر نماینده از ترکستان، داغستان، گرجستان، باکو و گنجه اعزام شده بودند) که شاید۳ نفربه عللی به کنگره نیامده، یا اعتبارنامه‌های آن‌ها به تصویب نرسیده باشد(و۲۴ نفرنماینده از شهرهای مختلف ایران در کنگره شرکت داشته‌اند، بشرح زیر:۵ نفر از تبریز، ۴ نفر از خلخال، ۳ نفر از خوی و سلماس، ۳ نفر از اردبیل، ۲ نفر از رشت، ۲ نفر از مشهد، ۱ نفر از مرند، ۱ نفر از قزوین، ۱ نفر از آستارا، ۱ نفر از مازندران، ۱ نفر از تهران.
در تحلیل ترکیب این کنگره باید چند نکته مهم را به اختصار متذکر شد:
اولا- اکثریت قریب اتفاق آن نمایندگانی هم که از خارج ایران آمده بودند، از مجاهدین ایرانی «اجتماعیون عامیون» بودند.
ثانیا- اکثر نمایندگان چندین سال سابقه فعالیت سیاسی و انقلابی داشته و از طبقات کارگر و دهقان بیرون آمده بودند.
ثالثا- در میان استان‌های ایران، بطورعمده نواحی شمالی نماینده اعزام داشته بودند و بین آن‌ها نیز آذربایجان، که همیشه در صفوف مقدم جنبش انقلابی ایران قرارداشته، مقام اول را حائز بوده‌است.
رابعا- علت ضعف فعالیت حزبی در سایر نقاط ایران، از یکسو اشغال آن نواحی به‌وسیله امپریالیست‌های انگلیسی و ازسوی دیگرعدم توجه کافی از جانب رهبری حزب) در مدارک این دوره همیشه به نواحی شمالی توجه شده(بوده‌است.
پس از تدارک لازم، ۲۲ ژوئیه (اول تیر) کامران آقازاده کنگره را افتتاح می‌کند. کنگره کامران آقازاده، جوادزاده، علیخان زاده، میربشیرقاسم زاده را به هیئت رئیسه برمی گزیند. کنگره در جلسه سوم خود ۲۴ ژوئیه نظامنامه حزب را تصویب نمود و سپس کمیته مرکزی را مرکب از ۱۵ نفر انتخاب کرد.
اگر از جزئیات صورتجلسه و دیگراسناد کنگره و مباحثاتی که پیرامون گرایش‌های «چپ» و راست در این کنگره شده‌است، بگذریم، یک نکته جای تردید باقی نمی‌گذارد و آن وجود بعضی اشتباهات «چپ» است، که در آن دوره (دوره تکوین و طفولیت این احزاب) برای خیلی از احزاب کمونیست روی می‌داد. برای کمک به این احزاب بود که ولادیمیرایلیچ لنین اثر مشهور خود «بیماری کودکانه چپ روی درکمونیسم» را نوشت.